# Saint-Bomer
Saint-Bomer is een gemeente in het Franse departement Eure-et-Loir (regio Centre-Val de Loire) en telt 178 inwoners (1999). De plaats maakt deel uit van het arrondissement Nogent-le-Rotrou.

## Geografie
De oppervlakte van Saint-Bomer bedraagt 13,0 km², de bevolkingsdichtheid is 13,7 inwoners per km².
De onderstaande kaart toont de ligging van Saint-Bomer met de belangrijkste infrastructuur en aangrenzende gemeenten.

## Demografie
Onderstaande figuur toont het verloop van het inwonertal (bron: INSEE-tellingen).